# Pierre d'Assier de Valenches
Pierre-Christophe d'Assier de Valenches est un homme politique français, né le 15 avril 1756 à Saint-Étienne et mort le 10 mars 1837 à Saint-Victor-sur-Loire.
Il est député de la Loire de 1818 à 1823, dans la majorité. Il est le fils de Pierre-Bonnet d'Assier de Valenches et d'Hélène Chovet de la Chance. Il est cousin germain avec Jean-Claude Chovet de la Chance.
Écuyer, seigneur de Valenches et de Luriecq, il est fait chevalier de la Légion d'honneur en 1821. Conseiller général, il occupe aussi la fonction de maire de Saint-Victor-sur-Loire.
Il avait épousé Henriette Catherine de la Rochette.
Il meurt en son domaine de la Terrasse à Saint-Victor-sur-Loire le 10 mars 1837.

## Sources
- « Pierre d'Assier de Valenches », dans Adolphe Robert et Gaston Cougny, Dictionnaire des parlementaires français, Edgar Bourloton, 1889-1891 [détail de l’édition]